# Jovánovity Dobrivoj
Jovánovity Dobrivoj (Temesvár, 1907. március 16.–???) temesvári szerb származású újságíró, szerkesztő, műfordító.

## Életútja
Szülővárosában szerb elemi iskolát, Nagyszentmiklóson polgári iskolát végzett, Temesvárt a Magyar Felsőkereskedelmi Iskolában érettségizett (1923). Párizsi tanulmányút után az Újvidéki Szerb Nemzeti Színház tagja (1931). Mint a Magánalkalmazottak Szakszervezetének propagandistája 1932-ben megalapította és Berényi Lajossal együtt szerkesztette a Szelektor c. digestszerű szociálpolitikai lapot.
1944-től az RKP Pravda c. szerb nyelvű antifasiszta lapját és az Îndrumătorul Cultural szerb nyelvű változatát szerkesztette, míg a Tito-ellenes hajsza során be nem börtönözték. Rehabilitálása után a Szabad Szó és az Utunk számára bánsági szerb prózaírók (köztük Ivo Muncsán, Szvetomir Rajkov) munkáit fordította magyar nyelvre.
Arcképét Kristóf-Krausz Albert festette meg az 1920-as években.